# Variabler Stubbenbock

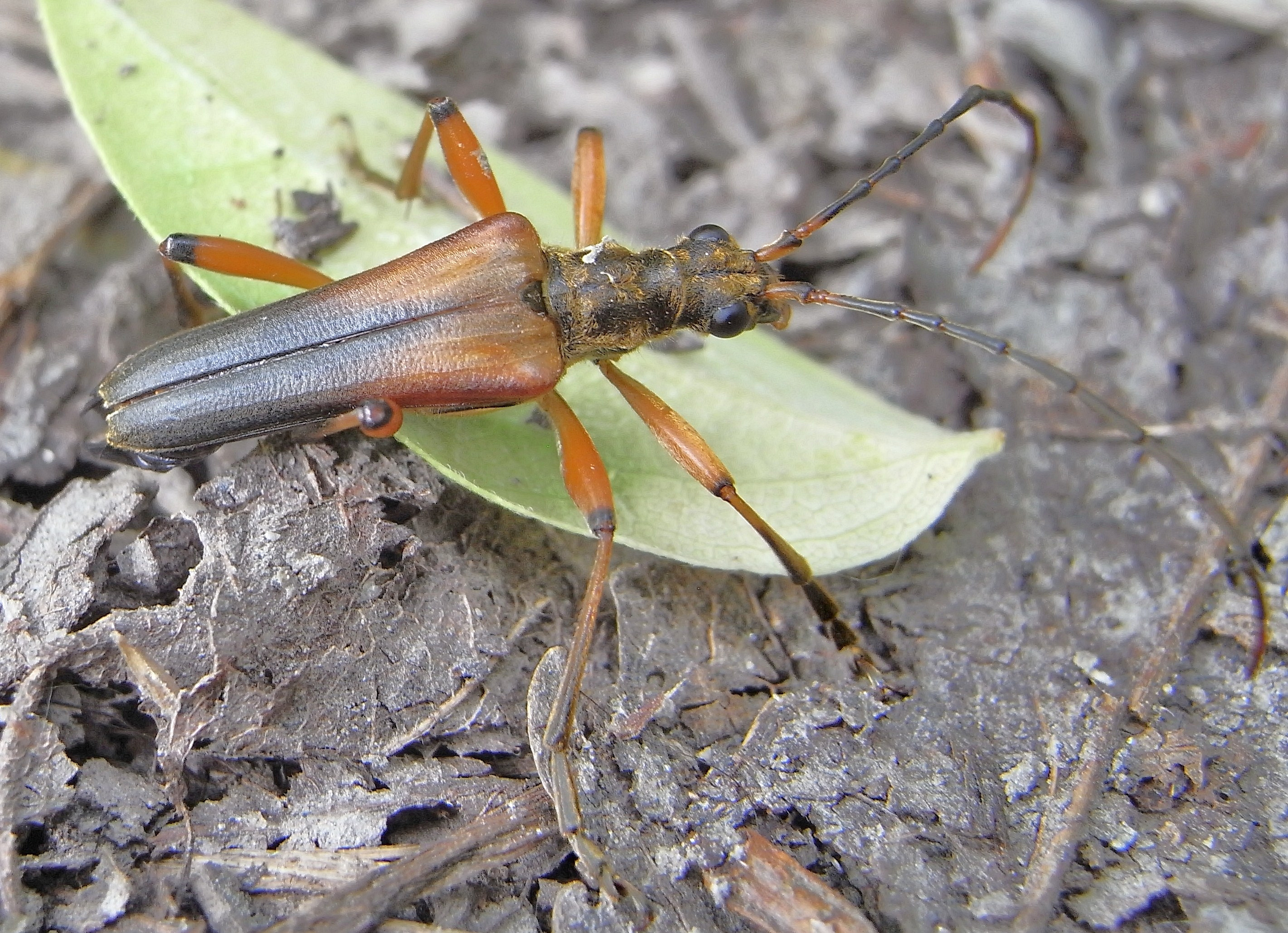
Männchen

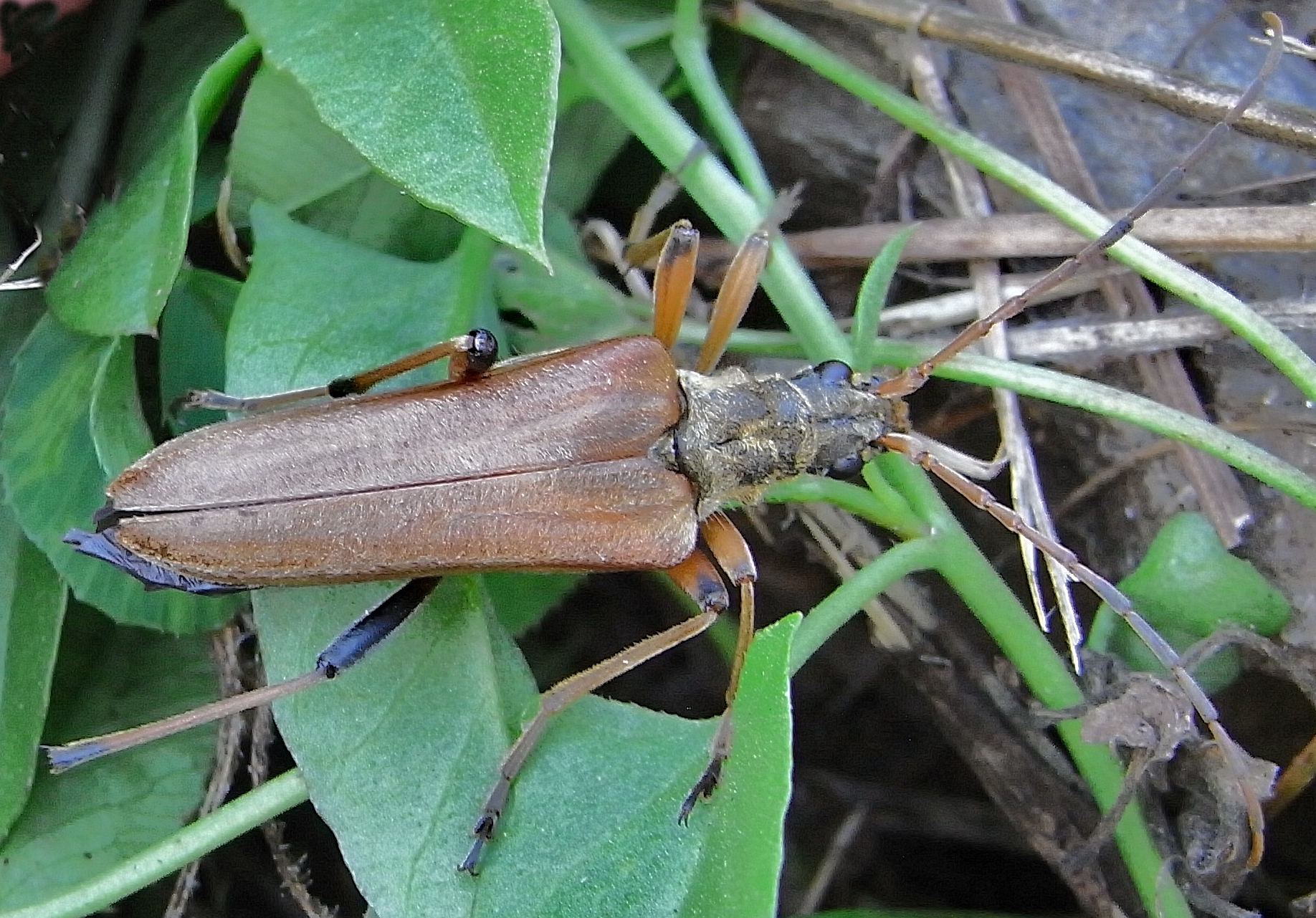
Weibchen

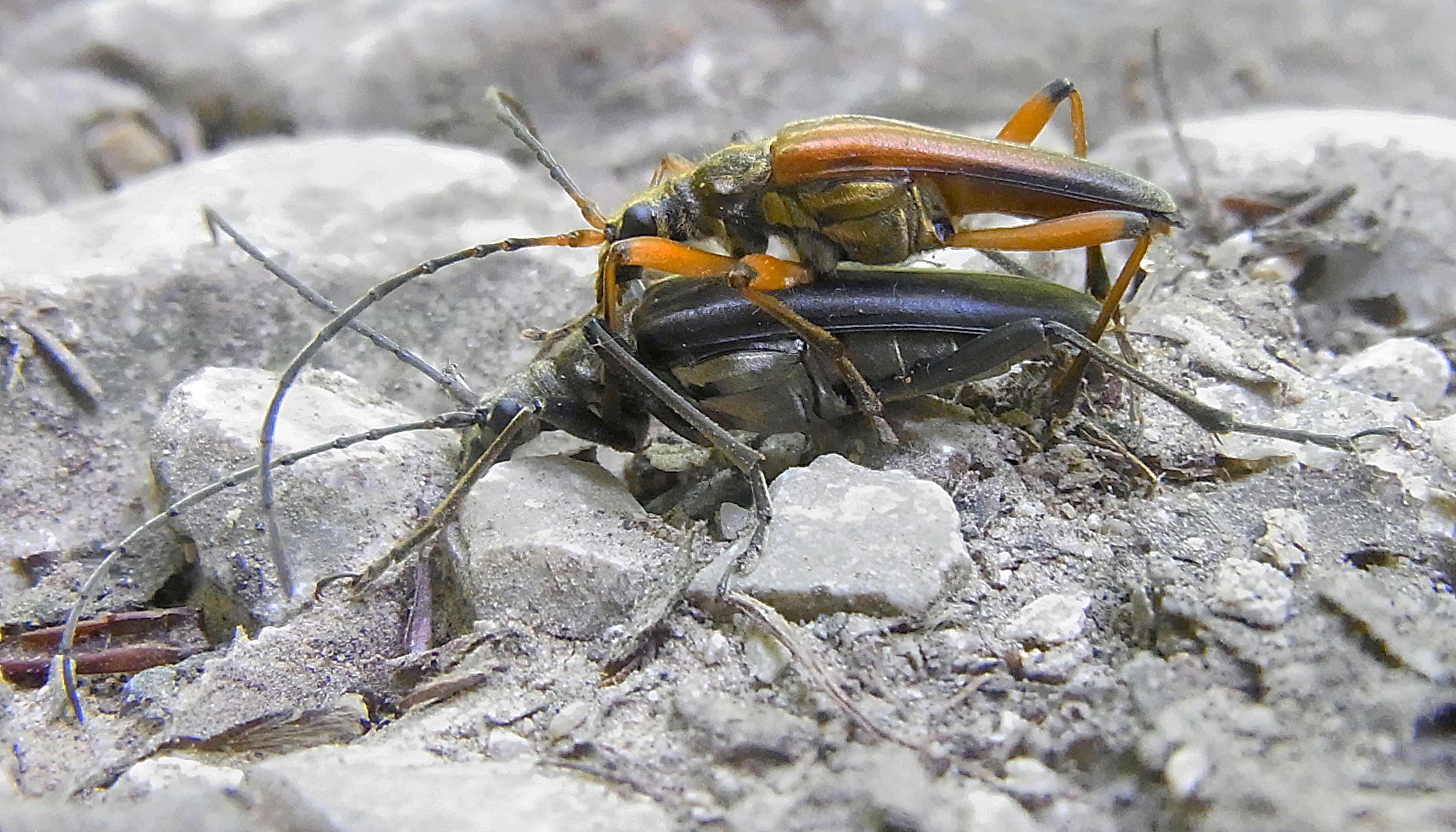
Paarung

Der Variable Stubbenbock (Stenocorus meridianus) ist ein Käfer aus der Familie der Bockkäfer (Cerambycidae).

## Merkmale
Das Männchen wird zirka 12 bis 20 Millimeter lang, das Weibchen 15 bis 25 Millimeter. Sie haben eine Spannweite von etwa 40 Millimeter. Die Flügeldecken sind variabel gefärbt und gezeichnet. Sie können einfarbig hellbraun bis dunkelbraun mit dunkler Zeichnung oder schwarz sein. Die Beine sind in der Regel rotbraun und werden an den Knien dunkler. Auch Fühler, Kopf und Halsschild sind in verschiedenen Brauntönen gehalten oder schwarz gefärbt. Der Körper ist mehr oder weniger dicht mit kurz anliegenden Härchen bedeckt, die der Oberfläche ein seidig glänzendes Aussehen geben.

## Vorkommen
Der Variable Stubbenbock lebt in Laubwäldern, auf Waldlichtungen bzw. an Waldrändern. Seine Imagines sind dort von Mai bis Juli beispielsweise an blühenden, niedrigen Sträuchern oder seltener auch an abgestorbenen Bäumen und den namensgebenden Stubben zu finden.
Er ist in ganz Europa, auch in Süd- und Südosteuropa bis in die Türkei und im gesamten nördlichen Europa bis ins Baltikum häufig, im Westen bis Großbritannien. Sein Verbreitungsgebiet erstreckt sich im Osten bis in den Kaukasus und nach Kasachstan.

## Lebensweise
Die Larven entwickeln sich in morschen, kranken oder abgestorbenen Laubbäumen, auch in Weiden und Obstbäumen. Die tagaktiven Imagines ernähren sich von Pollen und Nektar.

## Systematik
Der Variable Stubbenbock gehört zur Unterfamilie der Schmalböcke (Lepturinae) und innerhalb dieser Gruppe zum Tribus Rhagiini. Innerhalb der Gattung Stenocorus wird der Variable Stubbenbock zur Untergattung Stenocorus (Stenocorus), also Stenocorus im engeren Sinn gezählt. Es gibt einige Farbvarietäten:
- Stenocorus meridianus var. cantharinus Herbst, 1784
- Stenocorus meridianus var. chrysogaster Schrank, 1781
- Stenocorus meridianus var. laevis Olivier, 1795
- Stenocorus meridianus var. ruficrus (Scopoli, 1763)